# Людолф (Фризия)
Людолф (на немски: Liudolf, † 23 април 1038) от род Брунони е граф в Дерлингау, граф на Брауншвайг и маркграф на Фризия.

## Произход
Той е син на граф Бруно I († 1012/1014), основателят на Брауншвайг, и на Гизела Швабска († 1043 г.) от фамилията Конрадини, дъщеря на Херман II от Швабия и Герберга Бургундска от Велфите. Майка му Гизела се омъжва през 1014 г. за Ернст I (херцог на Швабия от Бабенбергите), и през 1016/1017 г. за император Конрад II, от Салическата династия. Граф Бруно I кандидатства безуспешно за кралския трон след смъртта на император Ото III през 1002 г.
Людолф е полубрат на херцозите на Швабия Ернст II и Херман IV и на император Хайнрих III и Матилда от Франкен, първата съпруга или годеница на крал Анри I от Франция.

## Фамилия
Людолф се жени за Гертруда от Фризия († 21 юли 1077). Те имат четири деца:
- Бруно II (* 1024; † 26 юни 1057), маркграф на Фризия
- Екберт I († 1068), граф на Брауншвайг, от 1067 г. маркграф na Майсен, ∞ Ирмгард, дъщеря на Оделрик Манфред II, маркграф на Торино (Ардуини), вдовица на Ото III (херцог на Швабия)
- Матилда (* 1024; † 1044), ∞ 1043 г. за Анри I († 1060), от 1031 г. крал на Франция (Капетинги)
- Ида от Елсдорф